# عبدالوهاب نظام‌الملک

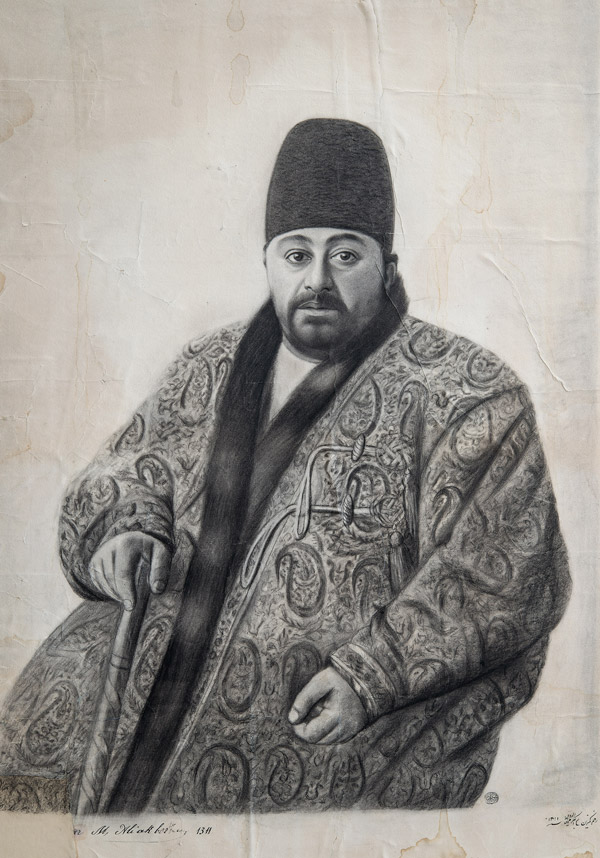
تک‌چهره میرزا عبدالوهاب خواجه‌نوری اثر مزین‌الدوله

عبدالوهاب خان نظام‌الملک از درباریان دوره قاجار و پسر میرزا کاظم خان نظام‌الملک پسر میرزا آقاخان نوری (صدراعظم معروف ناصرالدین شاه قاجار) بود.
عبدالوهاب خان به سال ۱۲۶۵ قمری از بطن همسر ترکمان میرزا کاظم‌خان متولد شد. نظام‌الملک مدتی حاکم تهران بود و در زمان مظفرالدین شاه قاجار چندماهی وزیرلشکر و سپس در همان سال وزیر مالیه گردید. او در بین سال‌های ۱۳۱۶ تا ۱۳۱۷ قمری حاکم فارس بود و در سال ۱۳۲۱ قمری وزیر دادگستری شد. در سال ۱۳۲۴ قمری حاکم آذربایجان شد و در سال ۱۳۳۵ قمری در هفتاد سالگی در تهران درگذشت.
قهرمان میرزا عین‌السلطنه سال‌های پایانی عمر نظام‌الملک را چنین توصیف می‌کند:
«نظام الملک… ضیق نَفَس گرفته بود و از بابت گذران و همه چیز هم به او تلخ و سخت می‌گذشت. سوای مدیرالسلطنه و افخم‌الملک و اعظم‌الملک و چندین دختر بزرگ که تمام را شوهرها طلاق داده و در خانه خودش بود، چهار پسر کوچک و یک دختر هم از صیغه‌ای که این مدت داشت دارد. مدیرالسلطنه و اعظم‌الملک تریاکی سخت هستند. دخترها هم تریاکی هستند. جز نظامیه و نظام‌آباد و یکی دو ده کوچک در نور چیزی هم باقی نمانده‌است.»
و در جای دیگر می‌نویسد:
«میرزا عبدالوهاب‌خان نظام‌الملک خیلی متفرعن بود، خیلی قدیمی، خیلی جاه‌طلب، خیلی در خرج کردن بی بند و بار… آنقدر وزیر لشکر بود تا مظفر الدین شاه به تخت سلطنت نشست. امین‌السلطان عزل و این نظام‌الملک وزیر مالیه شد. نظام‌الملک می‌گفت صدارت تا پشت درب اتاق من آمد و مراجعت کرد. نظام‌الملک باسواد بود، خط خوشی می‌نوشت، عربیت کامل داشت. احادیث، اخبار، آیات، حکایات، قصص حفظ داشت. خیلی خوب حرف می‌زد. به همین جهت مدتی هم مخاطب سلام بود. حرف‌های او گاهی برای خنده، گاهی برای ضرب‌المثل در میان مردم استعمال می‌شد. به خواب و تملق خیلی عقیده داشت. هرکس کاری با او داشت و می‌خواست زود صورت بگیرد اول خوابی جعل کرده با تملق زیاد برای او بیان می‌کرد، بعد عنوان عرض خود را می‌نمود که بلادرنگ انجام می‌یافت.»
در سال ۱۳۹۵ تک چهره‌ای از میرزا عبدالوهاب‌خان اثر علی‌اکبرخان مزین‌الدوله در حراج تهران به قیمت ۸۵ میلیون تومان فروخته شد.